# Affhöllerbach (Gersprenz)
Der Affhöllerbach ist ein etwa viereinhalb Kilometer langer, rechter und südöstlicher Zufluss der Gersprenz im hessischen Odenwaldkreis.

## Name
Der Name leitet sich vom mhd. apfalter bzw. mundartlich affelder für Apfelbaum ab. Entsprechend ist die Bedeutung Apfelbaumbach.

## Geographie

### Verlauf
Der Affhöllerbach entspringt auf einer Höhe von etwa 370 m ü. NHN im Odenwald südlich des Brombachtaler Ortsteils Böllstein. 
Er passiert das Dorf und fließt in nordnordwestlicher Richtung zunächst durch Grünland und dann durch Wald. Danach läuft er in nordwestlicher Richtung am Nordostrand des als Ortsteil zu Brensbach gehörenden und mit ihm gleichnamigen Dorfes entlang. 
Er zieht nun durch Felder und Wiesen und mündet schließlich nordnordwestlich des Brensbacher Ortsteils Nieder-Kainsbach auf einer Höhe von etwa 173 m ü. NHN von rechts und Südosten in die aus dem Süden heranziehende Gersprenz. 
Sein etwa 4,5 km langer Lauf endet etwa 197 Höhenmeter unterhalb seiner Quelle, er hat somit ein mittleres Sohlgefälle von etwa 44 ‰.

### Einzugsgebiet
Das Einzugsgebiet des Affhöllerbachs liegt überwiegend im Vorderen Odenwald, nur der Mündungsbereich liegt im Reinheimer Hügelland. Der Affhöllerbach entwässert es über die Gersprenz, den Main und den Rhein zur Nordsee.
Das Einzugsgebiet grenzt
- im Nordosten an das des Brensbachs, einem Zufluss der Gersprenz
- im Osten an das des Balsbachs, dem rechten Quellbach der Kinzig, die in die Mümling mündet
- im Südosten an das des Hembachs, einem Zufluss des Brombachs, der ebenfalls ein Mümlingzufluss ist
- im Süden an das des Kainsbachzuflusses Wünschbach
- im Südwesten an das des Stierbachs, ebenfalls ein Zufluss des Kainsbachs
- im Westen dann an das des in die Gersprenz mündenten Kainsbachs selbst
- und im Norden an das des Kilsbachs, der auch in die Gersprenz mündet

### Flusssystem Gersprenz
- Fließgewässer im Flusssystem Gersprenz

### Ortschaften
- Brombachtal-Böllstein
- Brensbach-Affhöllerbach
- Brensbach-Nieder-Kainsbach

An seiner Einmündung in die Gersprenz liegen die Ruinen der abgebrannten Dornmühle von Fränkisch-Crumbach.